# Hans Schmidt (Landschaftsarchitekt)

Goethepark (Bahnhofsanlagen)

Karl Hans Schmidt (* 8. September 1879 in Burg (bei Magdeburg); † 13. November 1958) war ein deutscher Gartenbaudirektor, Landschaftsarchitekt und Lehrer. Er ist vor allem für seine Park- und Friedhofsanlagen, wie den Goethepark oder den Flickschupark, in der Kreisstadt Burg bekannt.

## Leben
Karl Hans Schmidt arbeitete nach seiner Ausbildung zum Gärtner zunächst in Kassel, Hannover und Dresden. Schon im Jahr 1903 übernahm Hans Schmidt in seiner Heimatstadt Burg die Gestaltung des damaligen Kaiser-Wilhelm-Platzes, der in den heutigen Goethepark eingegangen ist. In der Nähe seiner ersten Wirkungsstätte in Burg gestaltete Schmidt ebenso die Bahnhofsanlagen. 1907 legte er mit Erfolg die Prüfung zum staatlich diplomierten Gartenbauinspektor ab. Nach dem Ende des Ersten Weltkrieges und seiner Tätigkeit in Bremen ließ sich Hans Schmidt als freischaffender Gartenarchitekt in Dessau nieder. Sein Aufgabenfeld umfasste von da an das Planen und teilweise Anlegen von Gärten, Grünanlagen und Friedhöfen. Daneben arbeitete er ab 1926 als Sachverständiger und als Gartenbaudirektor beim evangelischen Landeskirchenrat. Beratend tätig wurde Schmidt bei der Planung von Siedlungs- und Grünanlagen für verschiedene Industrieunternehmen. Etwa um 1930 begann er mit seiner langjährigen Tätigkeit als Ausbilder, Fachlehrer und Dozent. Sein Wissen nutzte er zur Veröffentlichung verschiedener Publikationen. Mit dem Anlegen des heutigen Magdalenenplatzes, des Urnenhains auf dem Westfriedhof, des Ostfriedhofes sowie des Kirchhofes St. Nicolai und des Flickschuparks hinterließ Karl Hans Schmidt in der Stadt Burg ein gestalterisches Erbe.

## Gärten & Friedhöfe
- Bahnhofsanlagen (Goethepark)[3]
- Flickschupark[4]
- Westfriedhof
- Ostfriedhof[5]
- Kirchhof St. Nicolai

## Ehrungen
- Hans-Schmidt-Allee im Goethepark[6]
- Statue aus Metall mit seinem Abbild im Goethepark
- Eiserne Bodenplatte mit Abbild und Lebensdaten im Goethepark